# Durabilità del calcestruzzo

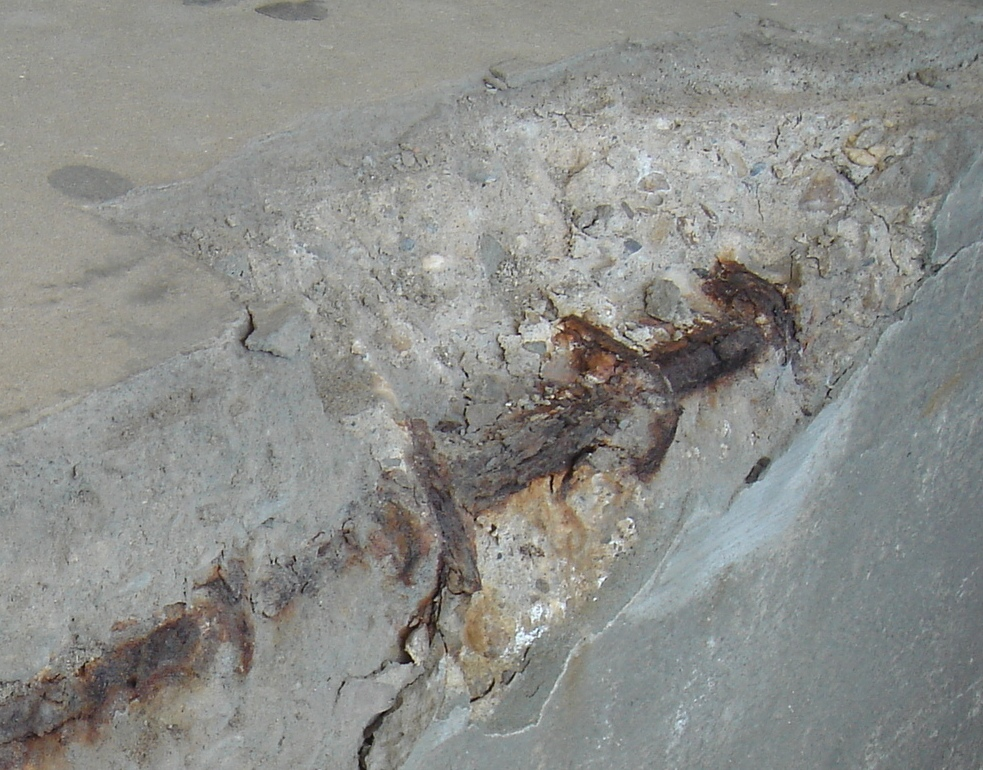
Effetti del degrado del calcestruzzo armato.

La durabilità del calcestruzzo (o durevolezza) è influenzata da numerosi fattori, interni ed esterni, che sono comunemente classificati come chimici, fisici e meccanici. Il calcestruzzo può essere danneggiato dal fuoco, dall'espansione, dall'acqua marina, dalla corrosione fisica, a causa di danni fisici e chimici (dovuti a carbonatazione, cloruri, solfati e acqua non distillata). Questo processo influenza avversamente il calcestruzzo esposto a questi stimoli.
Esistono cause di degrado della struttura (errori di progettazione, errata messa in opera del calcestruzzo, ecc.) non imputabili ad una carente durabilità del materiale.
In linea di massima il 42% dei degradi rilevati è da attribuire ad un calcestruzzo non adeguatamente confezionato, il 22% per deficienza nella messa in opera del materiale, il 12% per errori di progettazione, l'8% per sovraccarichi non adeguati all'uso, il 7% per fondazione non adeguate, il 4% per incendi, e il rimanente 5% per motivi vari.
Il vantaggio economico di realizzare un'opera con un calcestruzzo durabile è notevole, infatti l'impiego di un calcestruzzo durevole fa aumentare il costo del materiale del 10-20%, ma il costo dell'opera per non più dell'1%. Tuttavia i costi di restauro per un'opera in calcestruzzo non durabile possono raggiungere fino a 125 volte il costo originale della stessa quando il degrado è così avanzato da rendere la stessa inservibile per le originali funzioni.

## Principali cause di degrado del calcestruzzo

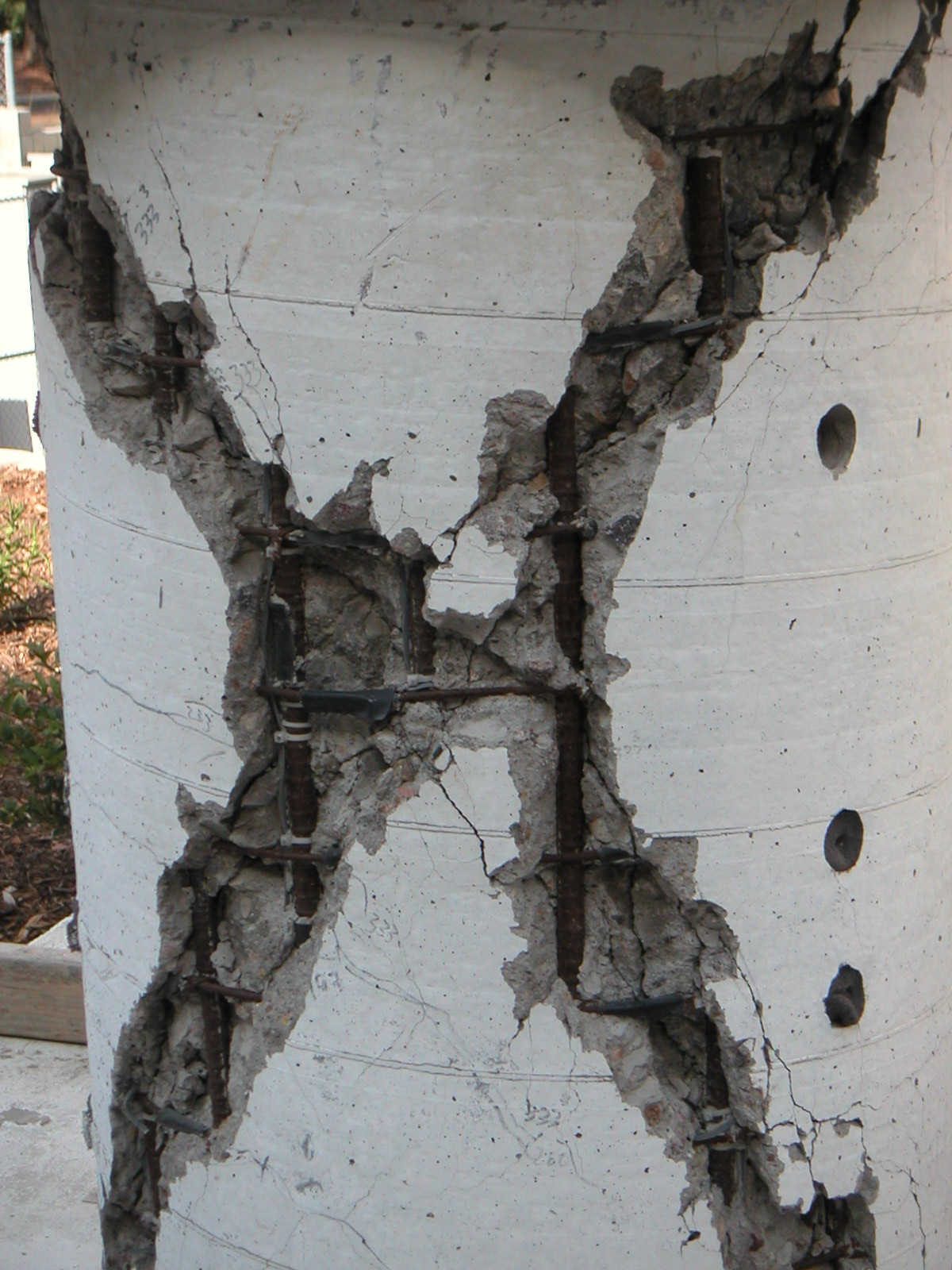
classica lesione a "croce di S. Andrea" causata da un sisma

Anche un calcestruzzo di qualità scadente non si degrada se non esistono le condizioni aggressive dell'ambiente e d'altra parte, un ambiente aggressivo non provoca il degrado di un calcestruzzo adeguatamente durevole. La durabilità è influenzata da numerosi fattori, interni ed esterni, che sono comunemente classificati come chimici, fisici e meccanici.
Difficilmente in un processo di degradazione esiste un solo fenomeno aggressivo: spesso più cause concorrono al deterioramento del materiale esaltandosi a vicenda. Tuttavia esiste sempre quella che può essere definita la causa fondamentale. Le più comuni cause di degrado dipendono dalla porosità e dalla permeabilità del conglomerato, poiché permettono agli agenti aggressivi di penetrare all'interno del conglomerato.
Tra le cause più frequenti di degrado delle strutture in calcestruzzo ci sono:
- chimiche:
  - agenti chimici naturali principali:
    - Solfati (SO42-) e solfuri (S2-): il solfuro può essere presente in natura nei terreni, nelle acque di falda, di palude o di fogna. Esso può presentarsi come sale (per es. solfuro di ferro o pirite FeS2) o come acido (idrogeno solforato o acido solfidrico H2S). Lo ione solfato, che si trova in natura nei terreni e nelle acque, specialmente quelle marine, è l'agente aggressivo più importante sia per la frequenza con cui si manifesta sia per le conseguenze estremamente negative del suo attacco (attacco solfatico);

  - Anidride carbonica (CO2)
    - Cloruri (Cl-)
    - Alcali (Na+ e K+)
    - Magnesio (Mg ++) (agente decalcificante)
    - Ammonio (NH4+) (agente decalcificante)
    - acque a bassa durezza

  - agenti chimici non naturali:
    - acidi e basi organiche ed inorganiche;
    - sali ed idrocarburi presenti negli ambienti industriali;
    - acque reflue naturali ed industriali.
- Fisiche:
  - Variazioni termiche naturali (es. gelo e disgelo) e artificiali (es. incendi)
  - Ritiro da essiccamento
  - Calore di idratazione
  - sali disgelanti
- Meccaniche:
  - Urto, scoppio, cavitazione
  - Erosione, abrasione
  - Sisma
  - Vibrazioni
  - Assestamenti strutturali
  - carichi non previsti
  - carichi ciclici (fatica)

Nel caso di manufatti in calcestruzzo armato immersi in acqua, ai precedenti fattori di degrado si aggiunge anche quello biologico: la formazione di incrostazioni.
Tra le cause chimiche si possono distinguere quelle riguardanti gli agenti chimici naturali, quali per esempio, l'acqua di mare, e le cause concernenti gli agenti chimici artificiali quali gli acidi inorganici, le sostanze organiche, ecc. derivanti quasi sempre dagli scarichi industriali. In linea di massima è sempre possibile confezionare un calcestruzzo durevole capace di resistere all'azione aggressiva degli agenti definiti naturali, più difficile garantire la durabilità di un calcestruzzo a contato con agenti aggressivi artificiali a meno che non si ricorra ad un rivestimento protettivo.
Per quanto concerne le cause definite fisiche mentre è possibile confezionare calcestruzzi di durata praticamente illimitata in ambienti con alternanze termiche intorno a 0 °C diventa pressoché impossibile eliminare le conseguenze (ritiro e/o fessurazione) derivanti dall'evaporazione dell'acqua dal calcestruzzo in climi asciutti. Utilizzando ad esempio calcestruzzi speciali contenenti agenti espansivi si può limitare l'inconveniente.
Anche per le cause meccaniche non è sempre possibile confezionare un calcestruzzo che di per sé sia capace di resistere all'azione degradante degli urti, abrasioni, cavitazione, ecc. Occorrerà in questi casi migliorare al massimo la qualità superficie del calcestruzzo ricorrendo anche a rivestimenti protettivi capaci di rinforzare ulteriormente la superficie del materiale.

### Cause chimiche esterne
Le costruzioni in calcestruzzo possono essere circondate da ambienti diversi:
- atmosfera
- acqua
- terreno

Tutti questi tre ambienti possono contenere gli stessi agenti aggressivi, ma con diversa azione ed efficacia.

#### Atmosfera
L'aria contiene due elementi suscettibili di attaccare o di determinare le condizioni di aggressione del calcestruzzo armato:
- ossigeno
- anidride carbonica.

A questi due in ambienti inquinati si aggiunge anche l'anidride solforosa.
Per i manufatti cementizi che vengono a contatto con i liquami, quali i condotti di fognatura in c.a., si aggiunge anche l'azione dell'idrogeno solforato, H2S.

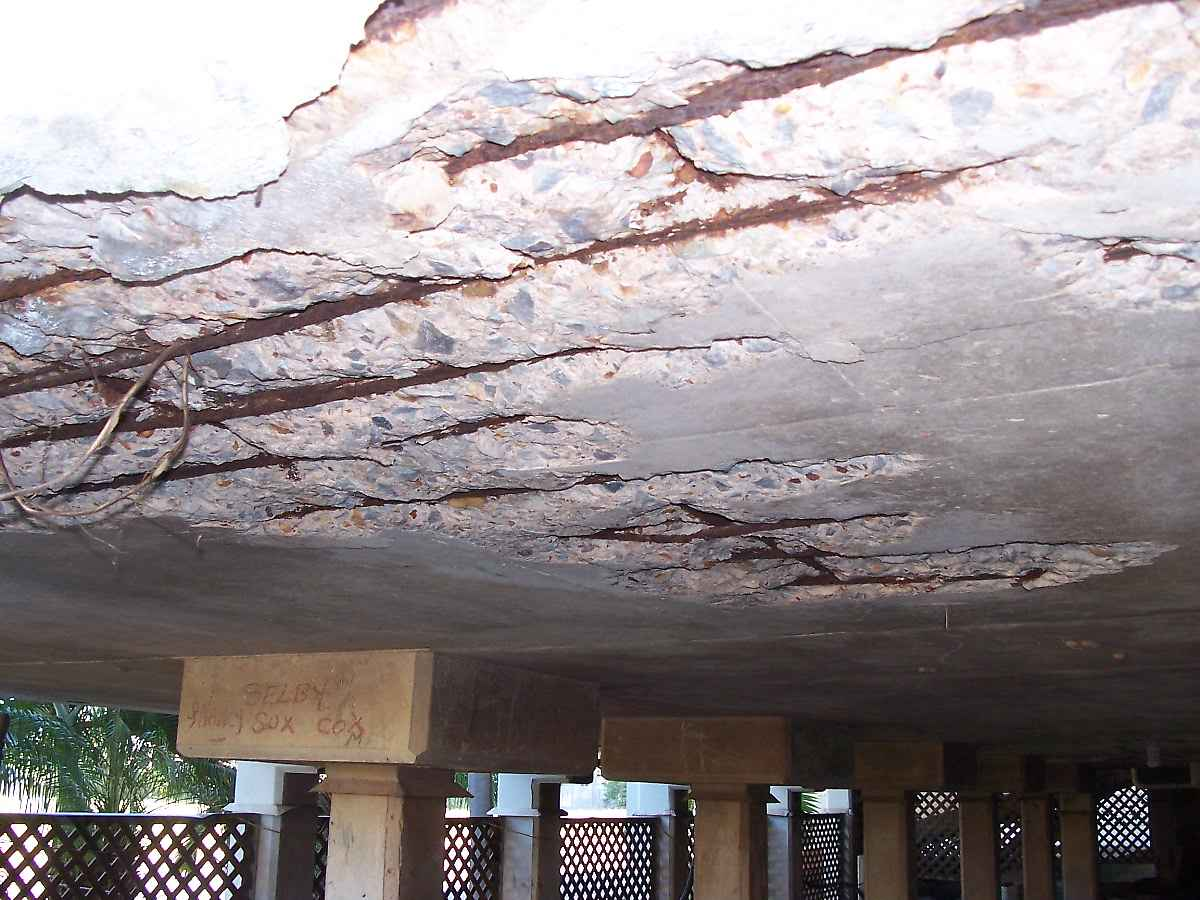
Distacco del copriferro a seguito della corrosione delle armature

##### Ossigeno
L'ossigeno è innocuo nei riguardi del calcestruzzo, ma attraversando lo spessore del copriferro e venendo a contatto con l'armatura, in ambiente umido, partecipa a fenomeni elettrochimici che portano alla corrosione dei ferri, con formazione di ruggine la quale è accompagnata da fenomeni espansivi indesiderati che possono portare al distacco del copriferro.

##### Anidride carbonica
L'azione dell'anidride carbonica sul conglomerato cementizio è poco pericolosa, mentre risulta determinate nei confronti della corrosione delle armature metalliche.
Il fenomeno chimico che si verifica sulla superficie del calcestruzzo a contatto con l'aria, consiste nella combinazione dell'idrossido di calcio, proveniente dalla pasta di cemento indurita, con l'anidride carbonica, formando carbonato di calcio (decalcificazione) secondo la reazione:
- Ca(OH)2 + CO2 → CaCO3 + H2O.

Questa reazione, che determina la carbonatazione dell'idrossido di calcio presente nella matrice cementizia, provoca la diminuzione del pH della pasta cementizia che, per un calcestruzzo completamente carbonatato, scende da 13 a circa 8,5.
In queste condizioni il ferro d'armatura non è più passivato e in presenza di umidità e ossigeno si ossida e si corrode.

##### Anidride solforosa
L'anidride solforosa, SO2, è apportata dalla combustione degli idrocarburi e del carbone, e tende a trasformarsi in anidride solforica, SO3, secondo la seguente reazione:
- 2SO2 + O2 → 2SO3

ed in presenza di umidità in acido solforico H2S04 secondo la seguente reazione:
- SO3 + H2O → H2SO4.

Tali reazioni risultano molto lente, ma nella realtà sono accelerate dalla presenza di alcuni inquinanti presenti nell'atmosfera (ossidi metallici, particelle carboniose, ecc.) in grado di comportarsi da catalizzatori accelerando drasticamente la reazione.
In presenza di questo agente aggressivo il pH dell'acqua meteorica si aggira a 3,5 - 4 durante i primi minuti di pioggia (piogge acide).
A questi valori del pH la protezione del calcestruzzo, anche ad elevata impermeabilità è molto limitata.
La corrosione dovuta all'acido solforico trasforma il calcestruzzo in una massa pastosa costituita soprattutto da solfato di calcio, sabbia e ghiaia.
Oltre alla ovvia azione corrosiva dell'acido solforico, in presenza di questo agente aggressivo avviene anche la solfatazione del carbonato di calcio (che si genera a seguito della carbonatazione dell'idrossido di calcio) e che porta alla trasformazione del carbonato di calcio in gesso secondo la seguente reazione:
- H2SO4 + CaCO3 → CO2 + CaSO4·2H2O.

Il gesso reagendo con l'alluminato tricalcico, C3A, presente nella matrice cementizia, dà origine all'ettringite, i cui poteri devastanti sono noti.
Inoltre l'acido solforico non trasformato attacca direttamente sia l'idrossido di calcio che non ha ancora subito la carbonatazione (decalcificazione) secondo la seguente reazione:
- H2SO4 + Ca(OH)2 → CaSO4·2H2O;

che l'armatura metallica con formazione interna di solfuro di ferro.

##### Idrogeno solforato
L'idrogeno solforato o acido solfidrico, H2S, si genera nelle fognature a seguito dei processi metabolici di batteri anaerobici solfatoriduttori (solfobatteri riducenti come

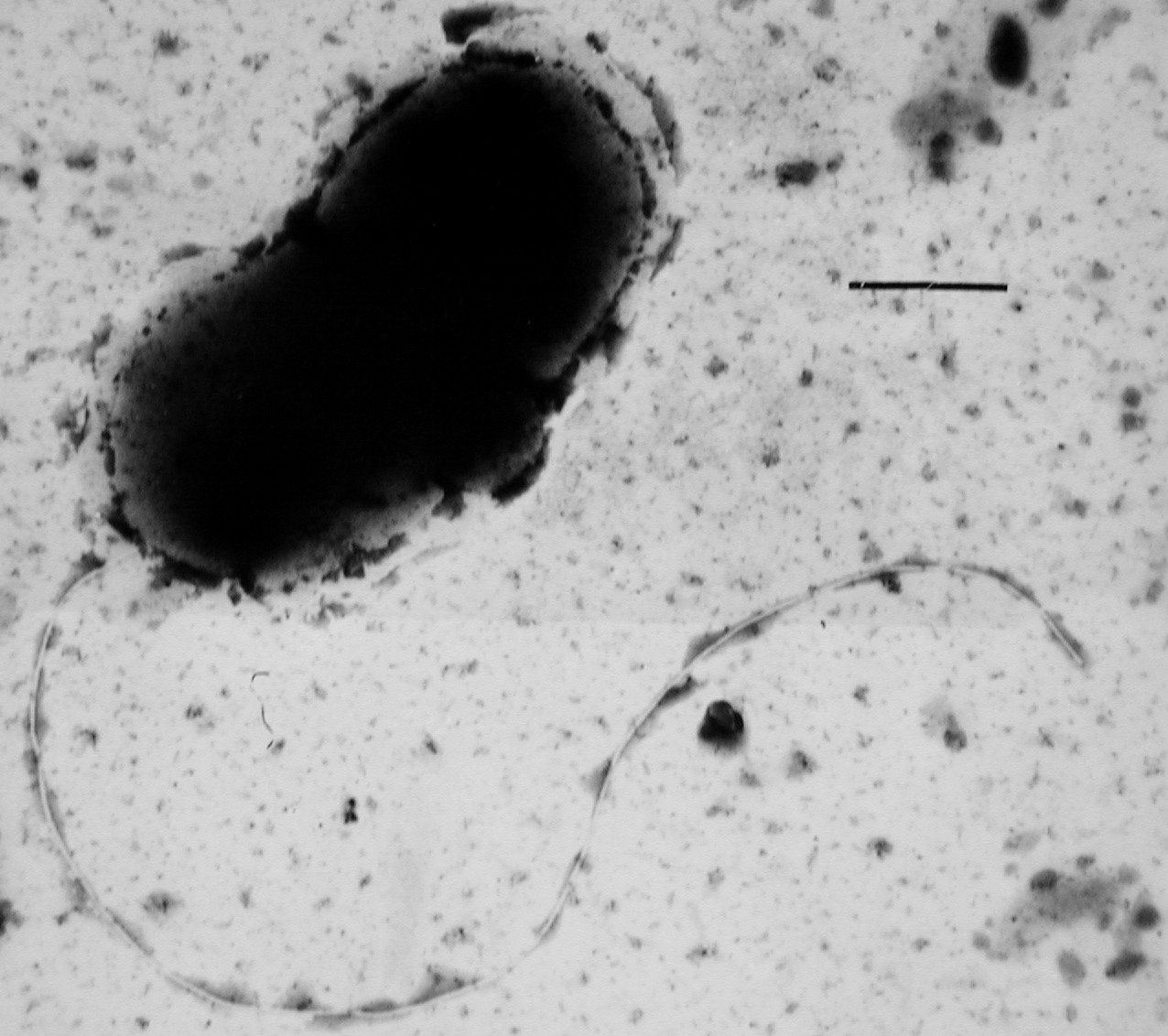
Desulfovibrio vulgaris

il Desulfovibrio, Desulfobacter e Desulforomonas) presenti nei liquami, durante quali avviene la riduzione dello zolfo a ione solfuro con formazione di idrogeno solforato.
L'idrogeno solforato non ha di per sé un'azione aggressiva nei confronti del calcestruzzo. Tuttavia a contatto con l'aria si trasforma, mediante processi ossidativi, in acido solforico che è capace invece di attaccare severamente il conglomerato.
Il meccanismo secondo il quale si produce l'idrogeno solforato e successivamente acido solforico è il seguente:
- le colonie batteriche si installano sulla superficie dei condotti fognari, formandovi veli mucillaginosi. Detti veli sono costituiti da due stratificazioni sovrapposte: quella superiore, a contatto diretto con il liquame, comprendente colonie aerobie, mentre quella inferiore, radicata alla superficie del tubo, è formata da famiglie anaerobie. Queste ultime riducono i solfati e le sostanze organiche contenenti zolfo soprattutto l'albumina, contenuti nelle acque di fogna, (utilizzando l'ossigeno presente nei suddetti composti), trasformandoli in idrogeno solforato. Una parte di questo, attraversando lo strato superiore della pellicola biologica viene ossidato a tiosolfati, una parte passa come tale in seno alla corrente liquida. Una frazione viene ivi ossidata mentre la quota superstite raggiunge le zone superiori aerate (ambiente compreso fra la superficie non bagnata della tubazione compresa fra il pelo libero dell'acqua e la calotta del tubo). Poiché questa è solitamente umida, vi trova condizioni ideali per il suo insediamento un microrganismo aerobio, il Thiobacillus Concretivorous (o anche il Beggiatoa), che nei suoi processi metabolici, ossidando il solfuro in solfato, favorisce la reazione:
- H2S + 2O2 → H2SO4

che è la causa del degrado del calcestruzzo secondo i meccanismi descritti al punto precedente.
L'attacco si manifesta solo nella parte alta più nella fognatura che non si trova a contatto con i liquami; nella parte al di sotto del livello dell'acqua l'attacco non si manifesta. Visivamente l'inizio dell'attacco si manifesta con la presenza di una patina biancastra, dovuta alla formazione di solfato di calcio. Successivamente si ha un indebolimento della matrice cementizia con successivo distacco di questa e degli inerti. Sul nuovo calcestruzzo così scoperto ricomincia l'azione aggressiva.
Questa reazione è tanto più attiva quanto maggiore è lo spessore della pellicola sul fondo dei tubi e quanto minore è la quantità di ossigeno disciolto nel liquame, giacché da questo dipende la vitalità dello strato superiore aerobico della pellicola stessa, e la capacità ossidativa dei batteri presenti nella massa liquida.
La produzione di idrogeno solforato è ancora legata, ovviamente, al contenuto di solfati e di materia organica contenente zolfo nelle acque reflue. In alcune tubazioni di fognatura, come quelle in ghisa sferoidale, si utilizza come rivestimento interno, uno strato di malta a base di cemento alluminoso che ha una resa migliore rispetto agli altri tipi di cemento. Un modo per contrastare questo fenomeno aggressivo sarebbe quello di trattare l'acqua di fogna con ipoclorito di sodio o cloro gassoso. Il suo effetto, più che distruttivo dei microrganismi anaerobici, causa della formazione dell'idrogeno solforato, si esplica nell'ossidazione dei solfuri a solfati in forma di sali che rimangono così nell'acqua senza liberarsi come idrogeno solforato gassoso.

#### Acqua
L'azione dell'acqua sul calcestruzzo è in genere indiretta, sia che agisca come veicolo di altre sostanze aggressive sia che, mantenendo il conglomerato cementizio saturo, favorisca gli effetti dei cicli di gelo e disgelo.

##### Acque dilavanti
Le acque dilavanti sono quelle acque molto pure, cioè con un basso contenuto salino e quelle acque contenenti anidride carbonica aggressiva.

###### Acque pure
Le acque pure, che possono essere di origine naturale o industriale, le prime sono tipiche per esempio le precipitazioni meteorologiche o dei bacini montani, che raccolgono le acque dei ghiacciai e che possono venire in contatto con opere di sbarramento in calcestruzzo armato.
Queste acque solubilizzano ed asportano (dilavamento) l'idrossido di calcio Ca(OH)2, che è leggermente solubile in acqua, presente nel calcestruzzo e proveniente dall'idratazione dei silicati di calcio; l'idrossido di calcio è dovuto principalmente alla presenza di silicato tricalcico dalla cui idratazione si produce la maggior quantità di calce libera.
L'effetto dilavante diventa più marcato in caso di acqua in movimento poiché l'azione dissolvente si rinnova continuamente ed in teoria si può arrivare a sciogliere tutta la calce presente nel calcestruzzo.
L'idrossido di calcio costituisce il 20-25% in peso della pasta del cemento Portland e la sua rimozione lascia dietro di sé dei vuoti che provocano un aumento della permeabilità del calcestruzzo, indebolendo così la struttura ed esponendola ad ulteriori attacchi da parte degli agenti aggressivi.
Inoltre l'asportazione della calce porta anche ad una riduzione della resistenza meccanica a compressione del calcestruzzo; tale riduzione è dell'ordine del 1-2% per ogni 1% di idrossido di calcio dilavato.
Quando il calcestruzzo perde il 50% 60% della calce libera contenuta in origine, esso risulta completamente disgregato.

###### Acque contenenti anidride carbonica
Il fenomeno del dilavamento del calcestruzzo è amplificato se l'acqua presenta anidride carbonica aggressiva.
L'anidride carbonica è solubile in acqua ed è quindi inevitabilmente presente in tutte le acque naturali.
La CO2 nelle acque naturali è presente come:
- anidride carbonica combinata: sotto forma di sali carbonatici ed in particolare di bicarbonato di calcio;
- anidride carbonica libera: sotto forma di acido carbonico che dissociandosi in ioni H+ e HCO3- e CO32- conferisce all'acqua un pH inferiore a 7.

Quest'ultima è la sola nociva in quanto trasforma l'idrossido di calcio in bicarbonato di calcio, notevolmente solubile, secondo la reazione a due stadi:
- CO2 + Ca(OH)2 → CaCO3 + H2O
- CO2 + CaCO3 → Ca(HCO3)2

Il fenomeno del dilavamento del calcestruzzo avviene più rapidamente all'aumentare della temperatura ambientale, della velocità dell'acqua, della porosità iniziale del conglomerato o dell'estensione della superficie di contato liquido-solido. In tutti i casi in cui vi è il pericolo di dilavamento della calce si devono usare cementi a prestazioni particolari denominati cementi resistenti al dilavamento.
I cementi d'altoforno, pozzolanici e alcuni cementi Portland ferrici (a basso tenore di alite) che producono una minor quantità di idrato di calcio solubilizzabile e pertanto sono meno aggrediti del Portland comune fanno parte dei cementi resistenti al dilavamento.
È importante inoltre garantire al calcestruzzo una matrice compatta e pertanto impermeabile agli agenti aggressivi esterni.
All'impermeabilità del calcestruzzo si perviene attraverso un idoneo studio del mix design nonché attraverso adeguati accorgimenti durante la posa in opera, il costipamento e la stagionatura dei getti.

##### Acque solfatiche
Si tratta prevalentemente di acque naturali (acque meteoriche, sotterranee, sorgive, ecc.) che attraversano suoli argillosi, con possibili inquinanti locali (terreni gessosi) contenenti ione solfato SO4--.
I solfati si possono trovare anche in acque industriali o in quelle reflue.
I più comuni sono i solfati di sodio, potassio, calcio, magnesio ed ammonio; i più pericolosi però per la durabilità del calcestruzzo sono gli ultimi due per la concomitante azione aggressiva dei suoi cationi.
Lo ione solfato, se proveniente da solfati diversi da quello di calcio, reagisce con l'idrossido di calcio presente nel calcestruzzo a seguito dell'idratazione del cemento.
- Ca(OH)2 + SO42- + 2H2O → CaSO4·2H2O + 2OH-.

Il gesso successivamente reagisce con l'alluminato tricalcico con formazione di ettringite che deteriora gravemente il calcestruzzo (attacco solfatico).
In particolari condizioni ambientali, come freddi (0-10 °C), umidi (UR > 95%) o ricchi di anidride carbonica il gesso, formatosi per reazione tra lo ione solfato e l'idrossido di calcio, reagisce con i silicati idrati di calcio, la calce stessa e l'anidride carbonica con formazione di thaumasite.
L'effetto della thaumasite è molto devastante e comunque molto più deleterio che non quello provocato dall'ettringite, poiché interessa i silicati idrati di calcio dai quali dipende principalmente il potere legante del cemento. Infatti la formazione della thaumasite causando la riduzione (fino a scomparsa) dei silicati idrati di calcio, determina una riduzione (annullamento) del potere legante del cemento e di conseguenza delle caratteristiche meccaniche del calcestruzzo. La formazione della thaumasite è visivamente segnalata da una sorta di spappolamento del calcestruzzo, che diviene un materiale incoerente, e questo degrado è tanto più marcato quanto maggiore è la riduzione dei silicati idrati di calcio. In caso di attacco solfatico, è preferibile utilizzare cementi resistenti ai solfati, i quali hanno un basso contenuto di alluminato tricalcico.
Se c'è il pericolo di formazione della thaumasite, tali cementi però non sono idonei visto che in questo caso la reazione distruttiva avviene tra gesso e silicati idrati di calcio. È importante in questo caso (ma anche nel caso in cui non c'è il rischio di formazione della thaumasite) intervenire sul mix design e sulle modalità di posa in opera, costipamento e stagionatura del getto al fine di realizzare una struttura a matrice compatta e pertanto impermeabile all'ingresso di agenti esterni, oppure utilizzare delle protezione superficiali impermeabili.

##### Acque con cloruri

###### Acque non marine
Le acque con cloruri non marine sono le acque che disciolgono e trasportano i sali disgelanti utilizzati sulle strade, autostrade, aeroporti, ecc., durante l'inverno per la rimozione del ghiaccio. lo ione cloruro Cl-, penetrando nella massa del calcestruzzo raggiunge le armature metalliche, riducendo rapidamente la passivazione dei ferri anche in situazione di calcestruzzo non carbonatato, cioè con pH 13.
La diffusione dello ione cloruro nel calcestruzzo può essere dedotta dalla seconda legge di Fick: x =
4(Dt)1/2
dove:
x = lo spessore di calcestruzzo in mm penetrato dal cloruro
t = il tempo di esposizione in secondi
D = coefficiente di diffusione espresso in mm²/s
In presenza di ossigeno si attiva il fenomeno di ossidazione delle armature, definito in questo caso pitting corrosion, non accompagnato dalla formazione di ossidi espansivi e quindi da distacco del copriferro (come accade di solito quando la corrosione è innescata dal fenomeno della carbonatazione), e quindi estremamente pericoloso in quanto il danno non è facilmente rilevabile ed è causa di una grave riduzione della sezione dell'armatura.
Come sali disgelanti sono normalmente utilizzati il cloruro di sodio NaCl cloruro di calcio CaCl2 che è largamente più usato del precedente poiché la sua azione disgelante è considerata più efficace, soprattutto per la rapidità. Sia il cloruro di sodio che il cloruro di calcio, provocano il egual misura la corrosione dei ferri di armatura, ma la loro azione sul calcestruzzo è diversa. Il cloruro di calcio ha una notevole azione aggressiva sul calcestruzzo tanto da danneggiarlo gravemente.
Questa azione aggressiva si esplica attraverso la reazione tra il CaCl2 che penetra dall'esterno e la calce Ca(OH)2, già presente nel calcestruzzo, con la formazione di un ossicloruro di calcio idrato, secondo la reazione:
3CaCl2 + Ca(OH)2 + H2O → 3CaO·CaCl2·15H2O.
Il prodotto di reazione (ossicloruro di calcio idrato) produce la disintegrazione della pasta che avvolge gli aggregati con formazioni di fessurazioni e delaminazioni (distacco tra gli inerti e la matrice di cemento degradata).

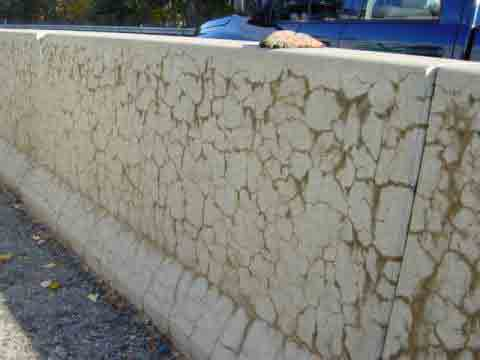
Tipico quadro fessurativo dovuto a reazione alcali aggregati

Il cloruro di sodio NaCl, invece interagisce con il calcestruzzo in maniera diversa rispetto al cloruro di calcio, poiché è in grado di innescare la cosiddetta reazione alcali aggregati in presenza di inerti costituiti da silice amorfa o scarsamente cristallina.

###### Acque marine
L'acqua di mare rappresenta l'ambiente naturale più aggressivo per il calcestruzzo armato sia per la vastità del fenomeno che per la quantità dei meccanismi degradanti. Infatti il calcestruzzo nelle opere marine può essere aggredito attraverso diversi meccanismi che possono essere di natura meccanica, fisica e chimica e che tendono a ridurne il grado di durabilità.
A questi meccanismi si aggiunge anche il non trascurabile attacco di natura biologica legato al metabolismo di microorganismi, molluschi, ecc.
Tra questi attacchi i principali, che influiscono sul processo di degradazione sia del calcestruzzo che del ferro di armatura, sono quelli già descritti in precedenza e cioè:
- dilavamento della pasta di cemento da parte dell'acqua;
- attacco solfatico sul calcestruzzo;
- corrosione delle armature accelerata dalla presenza degli ioni cloruro.

Oltre a questi si possono aggiungere:
- attacchi di tipo meccanico:
  - erosione superficiale al moto ondoso e all'azione delle maree;
- attacchi di tipo fisico;
  - rigonfiamento legato alla cristallizzazione dei sali nei pori;
  - alternanza di bagnatura e asciugatura del calcestruzzo;
  - azione abrasiva del vento
  - insorgere della pressione osmotica;
- attacco chimico portato dalle sostanze disciolte nell'acqua di mare (oltre ai sali solfatici, ai cloruri e all'anidride carbonica anche ai sali magnesiaci);
- attacco di tipo biologico;
  - biofouling.

Nonostante l'elevato contenuto salino dell'acqua di mare (circa 36 g/l di sali con prevalenza del cloruro di sodio ma con quantità ragguardevoli di sali di calcio e magnesio) e l'elevata reattività del cemento nei suoi confronti, l'attacco risulta invece, poco importante nelle zone di calcestruzzo immerso, grazie all'azione impermeabilizzante di una particolare forma di carbonato di calcio (aragonite) che si forma per reazione tra l'anidride carbonica disciolta nell'acqua e l'idrossido di calcio (le reazioni sono analoghe a quelle viste in precedenza che portano alla formazione della calcite) e che occlude i pori del calcestruzzo.
Più severo è invece l'attacco nella zona di bagnasciuga. Infatti alla maggior parte degli attacchi chimici già descritti (lo ione solfato attacca la pasta di cemento; lo ione cloruro provoca la corrosione dei ferri di armatura; i cloruri (NACl, CaCl2) danno luogo al degrado della pasta cementizia) si aggiunge anche l'azione dello ione magnesio, di cui si parlerà in seguito, e l'attacco fisico.
L'acqua risale per capillarità nei pori del calcestruzzo posto al di sopra dell'acqua, evapora sulla superficie con conseguente cristallizzazione dei sali disciolti. La cristallizzazione è seguita da un aumento di volume. Tali variazioni igrometriche se cicliche nel tempo portano alla disgregazione del calcestruzzo superficiale. Il fenomeno viene ulteriormente aggravato dall'azione meccanica delle onde con abrasione ed erosione delle parti esposte.
Infine i manufatti in calcestruzzo armato immersi in acqua di mare subiscono anche l'attacco biologico: la formazione di incrostazioni.
Per l'esecuzione di opere in ambienti marini o comunque in ambienti in presenza di cloruri (classi di esposizione XS o XD) è preferibile utilizzare cementi di tipo III (cemento d'altoforno) e IV (cemento pozzolanico), ma anche CEM V, i quali si comportano molto meglio del cemento Portland nel rallentare la diffusione del cloruro attraverso il calcestruzzo. L'impiego di questi cementi è favorevole anche per la riduzione del calore di idratazione e quindi dei gradienti termici che possono provocare aggravare il rischio di fessurazione delle strutture in calcestruzzo.
È importante infine garantire al calcestruzzo in opera un elevato grado di compattazione

###### Attacco magnesiaco
L'attacco chimico del solfato di magnesio, (ma anche quello del cloruro di magnesio) contenuto in discrete quantità nell'acqua di mare e nei più diffusi fertilizzanti utilizzati in agricoltura, è notevolmente dannoso, poiché, a differenza degli altri solfati, reagisce con tutti i costituenti del cemento idrato, compresi i silicati determinando la decalcificazione del calcestruzzo:
con l'idrossido di calcio si hanno le seguenti reazioni:
Ca(OH)2 + MgSO4 + 2H2O → CaSO4·2H2O + Mg(OH)2;
Ca(OH)2 + MgCl2 → CaCl2 + Mg(OH)2.
Nella prima reazione si forma gesso il quale reagisce con gli alluminati idrati di calcio dando l'ettringite; in tutte e due i processi invece l'idrossido di calcio viene trasformato in un alto composto solido, Mg(OH)2 o brucite, meno solubile del Ca(OH)2, ma con poteri leganti inferiori a quelli della calce.
Lo ione Mg++ può arrivare anche a sostituirsi al calcio nei silicati idrati di calcio con formazione di un silicato idrato di magnesio (M-S-H)) privo delle proprietà leganti dei silicati idrati di calcio e che inoltre può essere facilmente asportato dal movimento delle acque.

#### Suolo
Il terreno può contenere sostanze aggressive di vario tipo, essenzialmente solfati e cloruri. Un agente aggressivo nel terreno diventa pericoloso per il calcestruzzo solo per la presenza di acqua nel sottosuolo, che solubilizza e trasporta il sale aggressivo all'interno del calcestruzzo interrato aggredendolo. In generale nei terreni si determinano essenzialmente i fenomeni ed effetti già descritti per le acque, ma il degrado riguarda normalmente il calcestruzzo e non l'armatura perché l'ossigeno penetra nel sottosuolo con molte difficoltà.
Nei terreni argillosi ricchi di pirite il calcestruzzo interrato può subire anche l'attacco dei solfuri. La pirite non ha di per sé un'azione aggressiva nei confronti del calcestruzzo, ma in presenza di aria e di umidità può essere ossidata e dar luogo a solfati, acido solforico e anidride carbonica che per ragioni già viste, possono attaccare il calcestruzzo:
2FeS2 + 2H2O + 7O2 → 2FeSO4 + 2H2O
4FeS2 + 2H2O + 9O2 → 2H2SO4 + 2Fe2(SO4)3
CaCO3 + H2SO4 → CaSO4 + CO2 + H2O.
Però, queste reazioni chimiche avvengono in misura più o meno grande a seconda delle particolari condizioni del terreno che favoriscono l'ingresso di umidità e dell'ossigeno.

### Cause fisiche esterne
Le cause fisiche di degrado del calcestruzzo sono imputabili sostanzialmente a due fenomeni, le variazioni di temperature e quelle di umidità relativa.

#### Variazioni termiche
le variazioni di temperatura possono essere di natura diversa e possono essere naturali (gelo - disgelo), artificiali (incendio) o dovute all'effetto del calore di idratazione sviluppato dalla reazione del cemento con l'acqua (questa in realtà rientrerebbe tra le cause di degrado interne al calcestruzzo).

##### Attacco gelo - disgelo
A temperature inferiori a 0 °C l'acqua contenuta nei pori del calcestruzzo può congelare con conseguente aumento di volume circa il 9%. Se il grado di saturazione del calcestruzzo è superiore al 91,7% (grado di saturazione critica) l'aumento di volume dell'acqua provocato dal congelamento non è più in grado di essere contenuto all'interno nei pori non ancora saturi di acqua. In queste condizioni si generano all'interno del conglomerato delle pressioni capaci di distruggere progressivamente il calcestruzzo, soprattutto se il fenomeno si ripete ciclicamente, per effetto di una tipica rottura a fatica.
Il fenomeno degradante si manifesta sotto forma di fessurazioni, sfaldamenti e distacchi superficiali.

##### Incendio
Il calcestruzzo armato soggetto a temperature di esercizio presenta dilatazioni paragonabili sia della matrice cementizia sia dell'acciaio di rinforzo. Tale compatibilità termica alle temperature elevate che si riscontrano durante l'incendio, viene meno, infatti mentre l'acciaio continua a dilatarsi il calcestruzzo viceversa si contrae per effetto di una disidratazione irreversibile, pertanto tra loro matrice e tondini si innescano dei meccanismi tensionali che portano alla frantumazione del calcestruzzo.
Inoltre anche la pasta di cemento possiede un coefficiente di dilatazione termica (9,5.10−6 °C−1) leggermente diverso da quello dell'aggregato (variabile da 11.10−6 °C−1 se silicei a 5.10−6 °C−1 se calcarei). Quando poi la temperatura sale oltre i 100 - 150 °C la pasta di cemento, dopo la dilatazione iniziale subisce una significativa contrazione per effetto della decomposizione termica dei suoi composti idratati a seguito della suddetta disidratazione. Ciò si tramuta in uno stato tensionale tra la superficie della pasta di cemento che si contrae e quella dell'aggregato che seguita a dilatarsi. La conseguenza di questa situazione è l'insorgere di microfessure all'interfaccia pasta - aggregato.
Se poi, sotto l'azione prolungata del fuoco, la temperatura del calcestruzzo raggiunge 753 °C e l'aggregato è siliceo si verifica un ulteriore e brusco scollamento tra la matrice legante e gli inerti per effetto della trasformazione da una forma di quarzo (α) in un'altra (β). Questa transizione di fase, che avviene con un forte aumento di volume, e la disidratazione della pasta di cemento provocano il distacco non esplosivo di pezzi di calcestruzzo superficiale (spalling superficiale).
Durante l'incendio inoltre si può verificare lo spalling esplosivo; questo è caratteristico dei copriferri talmente compatti (es calcestruzzi definiti High Strength Concrete) da non consentire di sfogare l'enorme pressione legata all'evaporazione dell'acqua contenuta nella matrice cementizia situazione che determina il distacco repentino e spesso esplosivo di schegge di copriferro. Parallelamente si verifica una brusca caduta della resistenza meccanica sia del conglomerato a seguito del suddetto processo distruttivo della struttura cristallina del legante sia dell'acciaio che perde le sue caratteristiche di elasticità, convertendole in proprietà plastiche fino alla temperatura di fusione.
Gli aggregati calcarei invece non subiscono apprezzabili diminuzioni di resistenza meccanica se non oltre i 750 °C quando ha inizio la decomposizione termica del calcare in calce e anidride carbonica.
In caso di incendio riveste un ruolo fondamentale il copriferro quale protezione termica delle armature. Infatti nelle strutture in calcestruzzo armato, le alte temperature assumono un'importanza rilevante soprattutto nei confronti dell'acciaio, che oltre i 500 °C perde gran parte delle sue caratteristiche meccaniche, mentre il calcestruzzo può arrivare senza subire sostanziali degradazioni fino a circa 650 °C. È necessario pertanto assicurare un adeguato spessore del copriferro al fine di proteggere per un tempo sufficientemente lungo le armature dal raggiungimento di una temperatura oltre i 500 °C. Ad esempio con un calcestruzzo compatto e omogeneo e con un copriferro di 5 cm i ferri di armatura durante l'incendio raggiungono la temperatura di 500 °C in 180-240 minuti.
Negli elementi strutturali sovente l'acciaio è protetto da un copriferro di spessore variabile o costituito da calcestruzzo mal compattato e scarsamente omogeneo. Questi punti deboli diventano canali preferenziali per il flusso termico, capace di provocare un innalzamento localizzato della temperatura che può arrivare a superare i 500 °C in un tempo brevissimo. A causa dell'alta conducibilità termica dell'acciaio il flusso termico è rapidamente trasferito lungo l'armatura che, riscaldandosi, tende a dilatarsi, in questo impedita dal calcestruzzo più freddo per la minore conducibilità termica.
Quando l'aderenza acciaio - calcestruzzo non è più sufficiente a contenere le tensioni generate dalla diversa dilatazione termica dei due materiali, si verifica lo sfilamento dei ferri e il distacco di altre parti di copriferro
L'azione del fuoco provoca nei ferri di armatura anche un decadimento delle proprietà meccaniche. Infatti i tondini fino ad una temperatura di 350 °C mantengono all'incirca la loro resistenza a rottura; tale valore si dimezza superati i 500 °C e si annulla a 800 °C. La resistenza a snervamento invece rimane pressoché costante fino a 250 °C e si annulla a 750 °C.
Per gli acciai da precompressione si ritiene che la resistenza a rottura si riduca del 30% a 500 °C e si annulli a 750 °C.
A seconda della massima temperatura raggiunta, il calcestruzzo assume colorazioni differenti che permettono una valutazione sufficientemente approssimata delle caratteristiche meccaniche del calcestruzzo:
- 250 °C - grigio;
- 600 °C - rosa;
- 900 °C - fulvo;
- 1000 °C - giallo.

Va comunque tenuto in conto che le variazioni colorimetriche, essendo legate alla presenza di alcuni minerali nei costituenti del calcestruzzo, dipenderanno anche dalla natura dei costituenti stessi.

##### Calore di idratazione
Le reazioni di idratazione dei costituenti del clinker sono tutte reazioni esotermiche.
Le quantità di calore emesse nel corso dell'idratazione dei principali costituenti del clinker sono:
- alite 125 kcal/kg
- belite 63 kcal/kg
- celite 215 kcal/kg
- fase ferrica 95 kcal/kg.

Per effetto del calore di idratazione il calcestruzzo subisce un riscaldamento rispetto alla temperatura iniziale del getto che coincide con quella dell'ambiente.
Questo fenomeno non ha alcuna importanza per getti di piccola mole, anzi può divenire addirittura un vantaggio quando la temperatura esterna è bassa, poiché contribuisce a mantenere più calda la gettata e favorisce in tal modo le reazioni di idratazione. Nei getti di grosse dimensioni (caso tipico è quello delle dighe) questo fenomeno può essere causa di inconvenienti. Il calcestruzzo è infatti un pessimo conduttore termico, così la maggior parte del calore sviluppato nel nucleo centrale, non si riesce a disperdere velocemente e per tanto va ad aumentare la temperatura del getto. Quando questo accade il calcestruzzo è dotato ancora di una certa plasticità poiché l'idratazione è ancora in corso e non provoca in pratica alcun danno.
Una volta terminate le reazioni di idratazione la temperatura comincia però lentamente a diminuire, ne consegue l'insorgere di una contrazione differenziata tra le varie parti del conglomerato che avendo luogo su un materiale ormai irrigidito, porta all'insorgere di tensioni interne che se superano la resistenza meccanica a trazione del materiale determinano l'insorgere di fessure che possono compromettere la durabilità del manufatto.

#### Variazioni igrometriche
Le variazioni di umidità relativa nell'ambiente possono generare uno stato tensionale nel calcestruzzo attraverso l'insorgere di variazioni dimensionali. Quando l'umidità relativa dell'ambiente scende sotto il 95% il calcestruzzo tende ad essiccarsi (ritiro). L'essiccamento è più intenso nella parte più superficiale, che di conseguenza subisce un ritiro più marcato della parte più interna.
Questa situazione fa insorgere delle tensioni che sollecitano a trazione la parte corticale. Se tali tensioni superano la resistenza a trazione del calcestruzzo insorgono le fessure. Dalle fessure si può innescare un processo di degrado delle strutture poiché attraverso queste trovano facile accesso sia l'aria (ossigeno, anidride carbonica) che l'umidità. Come già visto in precedenza questi agenti sono capaci di innescare sia una rapida carbonatazione del copriferro che la successiva ossidazione dei ferri.

### Cause interne
Il degrado del calcestruzzo può essere causato da fattori intrinseci.
Tra questi ci sono:
- una progettazione delle strutture e dei dettagli costruttivi inadeguata alle condizioni di esercizio e di esposizione;
- modalità esecutive non idonee quali errori di confezionamento, trasporto, posa in opera, compattazione, stagionatura del calcestruzzo; posizionamento non corretto delle armature metalliche e di eventuali inserti; mancato rispetto del copriferro minimo;
- materiali di cattiva qualità (es. Reazione alcali aggregati);
- composizione del calcestruzzo non conforme alle specifiche prescritte dal progettista.

Tutti i suddetti fattori sono causa di aumento della permeabilità del calcestruzzo sia per aumento della porosità della matrice cementizia che per formazione di fessure di ampiezza superiore ai limiti ammissibili
Tale situazioni agevolano la penetrazione di sostanze aggressive nell'interno del calcestruzzo e il conseguente degrado del materiale.
La porosità non è sinonimo di permeabilità poiché un sistema di pori chiusi non consente il passaggio di fluidi, ma certamente un calcestruzzo permeabile è sempre poroso.
I fattori che agiscono sulla permeabilità/porosità del calcestruzzo sono:
- il dosaggio di cemento
- il rapporto a/c
- il grado di idratazione raggiunto al momento dell'esposizione all'ambiente aggressivo
- la essiccazione del manufatto
- l'omogeneità del calcestruzzo.

Nello specifico la permeabilità:
- diminuisce all'aumentare del contenuto di cemento, anche se oltre certi valori le variazioni di permeabilità diventano trascurabili
- aumenta con l'aumentare del rapporto a/c, dapprima lentamente, ma poi, superati certi limiti, con velocità rapidamente crescente. In pratica per avere un calcestruzzo poco permeabile occorre che il rapporto a/c sia minore di 0,5. Se con bassi rapporti viene penalizzata la lavorabilità si possono impiegare additivi superfluidificanti.
- aumenta con il progredire del grado di idratazione poiché aumenta la quantità di gel che gradualmente riempie parte dello spazio occupato d'acqua. La permeabilità pertanto diminuisce col progredire della stagionatura
- aumenta con l'essiccamento della pasta cementizia poiché aumenta il ritiro con formazioni di fessure. È necessaria pertanto una prolungata maturazione umida
- diminuisce con la omogeneità del calcestruzzo. La presenza di vuoti, nidi di ghiaia, o da segregazioni dei materiali costituenti.

### Cause chimiche non naturali
Tale tipologia di attacco si manifesta principalmente in campo industriale.

#### Attacco acido
Tutti gli acidi sia deboli che forti risultano più o meno dannosi per la pasta cementizia.
L'aggressione acida si manifesta con un progressivo disgregamento della matrice cementizia che consiste nella trasformazione prima della calce (acidi deboli) e poi della matrice legante - C-S-H - (acidi forti), ma anche degli alluminati idrati di alluminio, in sali solubili facilmente dilavabili dall'acqua
Gli acidi inorganici forti, come ad esempio l'acido cloridrico, l'acido solforico e l'acido nitrico eliminano la calce e abbassano il pH secondo le reazioni:
- Ca(OH)2 + 2HCl → CaCl2 + 2H2O
- Ca(OH)2 + H2SO4 → CaSO4.2H2O
- Ca(OH)2 + 2HNO3 → Ca(NO3)2 + 2H2O

Nel primo caso si forma il cloruro di calcio notevolmente solubile, nel secondo caso la formazione di gesso è causa della formazione dell'ettringite, infine nel terzo caso si forma il nitrato di calcio che è un sale fortemente igroscopico capace di assorbire notevoli quantitativi d'acqua e di rendere, quindi, le strutture vulnerabili all'azione del gelo.
L'acido cloridrico e l'acido nitrico inoltre decompongono sia i silicati che gli alluminati presenti nella pasta cementizia. In realtà già con basse concentrazioni di acidi inorganici forti (dell'ordine dell'1%) si ha la distruzione della pasta cementizia nel giro di qualche mese. L'azione degli acidi è funzione anche della loro temperatura. L'abbassamento del pH del calcestruzzo e la presenza di composti di cloro può essere causa di innesco della corrosione delle armature.
Anche gli acidi organici hanno la capacità di sciogliere l'idrossido di calcio ma sono meno dannosi nei confronti del gel idrosilicatico. Il più pericoloso è sicuramente l'acido lattico presente delle industrie casearie.
Sono altrettanto pericolosi:
- l'acido butirrico, che si forma ad esempio dalla fermentazione dei foraggi;
- l'acido acetico, che si forma durante alcuni processi industriali alimentari;
- gli acidi malico, citrico e tartarico spesso presenti nelle industrie alimentari e farmaceutiche.

Meno aggressivo è l'acido ossalico, che anzi può avere anche un effetto benefico poiché reagendo con l'idrossido di calcio produce l'ossalato di calcio, insolubile, che va ad occludere le porosità del calcestruzzo rendendolo più impermeabile.

#### Sostanze organiche
Oltre agli acidi organici, descritti al punto precedente, sono pericolosi per il calcestruzzo anche sostanze quali gli zuccheri e la glicerina. Tali sostanze anche la capacità di sciogliere la calce ed i sali di calcio. L'attacco delle soluzioni zuccherine è classico nell'industria alimentare

## La durabilità nella normativa italiana
La durabilità è un concetto relativamente recente infatti nei primi Decreti Ministeriali associati alla Legge n.1086/1971 (ad esempio il D.M. n. 9161 del 30 maggio 1971, il D.M. 30 maggio 1972 e il D.M. 16 giugno 1976) non se ne faceva alcuna menzione.
Con i successivi D.M., finalmente viene introdotto il concetto di durabilità del calcestruzzo, ma come si evincerà in seguito, la garanzia della durabilità del calcestruzzo è demandata alla discrezionalità del progettista:
- D.M. 26 marzo 1980 - p.to 2.1.8 al fine di garantire la durabilità del conglomerato in ambiente aggressivo è necessario prescrivere, in funzione della granulometria o del rapporto acqua - cemento, un dosaggio minimo di cemento;
- D.M. 27 luglio 1985 - p.to 2.18 al fine di garantire la durabilità del conglomerato particolarmente in ambiente aggressivo, così come in presenza di cicli di gelo e disgelo, è necessario studiarne adeguatamente la composizione.
- D.M. del 14 febbraio 1992- p.to 2.1.8: si ribadiva quando già riportato dal D.M. del 1985 al fine di garantire la durabilità del conglomerato particolarmente in ambiente aggressivo, così come in presenza di cicli di gelo e disgelo, è necessario studiarne adeguatamente la composizione.

Solo con l'entrata in vigore del D.M del 9 gennaio 1996, si dava al progettista un riferimento normativo, infatti al testo del precedente D.M. veniva aggiunto il seguente capoverso Si potrà anche far riferimento alla norma UNI 9858 (maggio 1991).
Il riferimento a norme è stato ripreso dal vigente D.M. 14 gennaio 2008 che, all'ultimo capoverso del p.to 11.2.11. recita Al fine di ottenere la prestazione richiesta in funzione delle condizioni ambientali, nonché per la definizione della relativa classe, si potrà fare utili riferimento alle indicazioni contenute nelle Linee Guida sul calcestruzzo strutturale edite dal Servizio centrale del Consiglio Superiore dei LL.PP. ovvero alle norma UNI EN 206 – 2006 ed UNI 11104:2004.
Queste ultime norme UNI hanno sostituito le UNI 9858.

## La normativa di riferimento sulla durabilità
La progettazione moderna di un'opera non si può limitare alle caratteristiche meccaniche conseguite dai materiali nella struttura, ma deve anche possedere requisiti di durabilità in relazione all'ambiente cui è esposta nella sua vita in servizio.
A tal proposito le norme di riferimento sulla durabilità hanno esaminato le varie cause del degado chimico, fisico-meccanico delle opere in calcestruzzo armato.
In particolare, sono stati esaminati i fenomeni di degrado connessi con l'ossidazione dei ferri d'armatura, con l'attacco solfatico, con le reazioni alcali aggregato, oltre che con le fessurazioni indotte dal ritiro plastico, dai gradienti termici a dai cicli di gelo-disgelo.
Relativamente alle causa di degrado la norma UNI 9858, per la prima volta ha stabilito sia i criteri per valutare i rischi di questi degradi attraverso la definizione di classi di esposizione ambientale, sia le misure preventive per evitarli attraverso vincoli compositivi nel calcestruzzo (massimo rapporto acqua/cemento, minimo dosaggio di cemento, ecc.).
Come già accennato la UNI 9858 è stata recepita dal DM 9 gennaio 1996 ed è pertanto divenne cogente dal punto di vista legale.
Nella UNI 9858 gli ambienti erano classificabili in cinque classi di esposizione (sono riportati solo i valori per il calcestruzzo armato. Per il calcestruzzo normale e per quello precompresso si veda la norma):
- 1 - ambiente secco:
- 2 - ambiente umido
  - 2a - ambiente umido senza gelo: a/cmax = 0,60; dosaggio minimo di cemento (kg/m³) = 280
  - 2b - ambiente umido con gelo: a/cmax = 0,55; dosaggio minimo di cemento (kg/m³) = 280
- 3 - ambiente con gelo ed uso di sali: a/cmax = 0,50; dosaggio minimo di cemento (kg/m³) = 300
- 4 - ambiente marino
  - 4a - ambiente marino senza gelo: a/cmax = 0,50; dosaggio minimo di cemento (kg/m³) = 300
  - 4b - ambiente marino con gelo: a/cmax = 0,50; dosaggio minimo di cemento (kg/m³) = 300
- 5 - ambiente chimicamente aggressivo
  - 5a - attacco debole. a/cmax = 0,55; dosaggio minimo di cemento (kg/m³) = 280
  - 5b - attacco moderato: a/cmax = 0,50; dosaggio minimo di cemento (kg/m³) = 300
  - 5c - attacco forte: a/cmax = 0,45; dosaggio minimo di cemento (kg/m³) = 300

(la classe 5 si può presentare da sola o assieme alle precedenti - es.: classe 5b+2b - attacco moderato con gelo.
Le norme UNI EN 206 – 2006 e UNI 11104:2004, attualmente in vigore, introducono 6 classi di esposizione per il calcestruzzo strutturale (dove oltre al massimo rapporto a/c e al minimo contenuto di cemento viene indicata anche la minima classe di resistenza).
Tali classi sono state riportate anche nelle Linee Giuda sul Calcestruzzo strutturale edite dal Servizio Tecnico Centrale della Presidenza del Consiglio Superiore dei LL.PP.
La norma UNI EN 206 -2006 così come modificata ed integrata dalla UNI 11104:2004 (per l'applicazione in Italia della EN 206) prevede quanto segue:
- Assenza di rischio di corrosione dell'armatura - X0; minima classe di resistenza: C12/15
- Corrosione delle armature indotta da carbonatazione:
  - XC1 - asciutto o permanentemente bagnato: a/cmax = 0,60 (0,65); dosaggio minimo di cemento (kg/m³) = 300 (260); minima classe di resistenza: C25/30 (C20/25)
  - XC2 - bagnato, raramente asciutto: a/cmax = 0,60; dosaggio minimo di cemento (kg/m³) = 300 (280); minima classe di resistenza: C25/30
  - XC3 - umidità moderata: a/cmax = 0,55; dosaggio minimo di cemento (kg/m³) = 320 (280); minima classe di resistenza: C28/35(C30/37)
  - XC4 - ciclicamente asciutto e bagnato: a/cmax = 0,50; dosaggio minimo di cemento (kg/m³) = 340 (300); minima classe di resistenza: C32/40(C30/37)
- Corrosione delle armature indotta da cloruri esclusi quelli provenienti dall'acqua di mare:
  - XD1 - umidità moderata: a/cmax = 0,55; dosaggio minimo di cemento (kg/m³) = 320(300); minima classe di resistenza: C28/35(C30/37)
  - XD2 - bagnato, raramente asciutto: a/cmax = 0,50 (0,55); dosaggio minimo di cemento (kg/m³) = 340 (300); minima classe di resistenza: C32/40(C32/40)
  - XD3 - ciclicamente bagnato e asciutto: a/cmax = 0,45; dosaggio minimo di cemento (kg/m³) = 360(320); minima classe di resistenza: C35/45
- Corrosione delle armature indotta da cloruri presenti nell'acqua di mare:
  - XS1 - esposto alla salsedine marina ma non direttamente in contatto con l'acqua di mare: a/cmax = 0,45(0,50); dosaggio minimo di cemento (kg/m³) = 340(300); minima classe di resistenza: C32/40(C30/37)
  - XS2 - permanentemente sommerso: a/cmax = 0,45; dosaggio minimo di cemento (kg/m³) = 360(320); minima classe di resistenza: C35/45
  - XS3 - zone esposte agli spruzzi o alla marea: a/cmax = 0,45; dosaggio minimo di cemento (kg/m³) = 360(340); minima classe di resistenza: C35/45
- Attacco dei cicli di gelo/disgelo con o senza disgelanti:
  - XF1 - moderata saturazione d'acqua, in assenza di agente disgelante: a/cmax = 0,50(0,55); dosaggio minimo di cemento (kg/m³) = 320(300); minima classe di resistenza: C32/40(C30/37)
  - XF2 - moderata saturazione d'acqua, in presenza di agente disgelante: a/cmax = 0,50(0,55); dosaggio minimo di cemento (kg/m³) = 340(300); minima classe di resistenza: C25/30
  - XF3 - elevata saturazione d'acqua, in assenza di agente disgelante: a/cmax = 0,50; dosaggio minimo di cemento (kg/m³) = 340(320); minima classe di resistenza: C25/30(C30/37)
  - XF4 - elevata saturazione d'acqua, con presenza di agente antigelo oppure acqua di mare: a/cmax = 0,45; dosaggio minimo di cemento (kg/m³) = 360(340); minima classe di resistenza: C28/35(C30/37)
- Attacco chimico da parte di acque del terreno e acque fluenti (p.to 4.1 prospetto 2 UNI EN 206-1):
  - XA1 - ambiente chimicamente debolmente aggressivo: a/cmax = 0,55; dosaggio minimo di cemento (kg/m³) = 320(300); minima classe di resistenza: C28/35(C30/37)
  - XA2 - ambiente chimicamente moderatamente aggressivo: a/cmax = 0,50; dosaggio minimo di cemento (kg/m³) = 340(320); minima classe di resistenza: C32/40(C30/37)
  - XA3 - ambiente chimicamente fortemente aggressivo: a/cmax = 0,45; dosaggio minimo di cemento (kg/m³) = 360; minima classe di resistenza: C35/45.

I valori riportati in parentesi sono riferiti alla EN 206 la cui versione italiana è la UNI EN 206.
Le classi di resistenza minime (N/mm²) sono espresse con due valori, riferiti il primo a provini cilindrici di diametro 150 mm ed altezza 300 mm (fck) e il secondo a provini cubici di spigolo pari a 150 mm (Rck).
I valori della resistenza caratteristica minima prevista per le classi di esposizione XF, tengono conto della riduzione di resistenza meccanica, circa il 20%, causata dalla presenza delle microporosità necessarie a garantire un'idonea resistenza al Ciclo gelo - disgelo.
Nella classi di esposizione XA si deve utilizzare un cemento resistente ai solfati e precisamenta.
- per la classe di esposizione XA1 (attacco debole) - cemento a moderata resistenza chimica ai solfati (M.R.S.);
- per la classe di esposizione XA2 (attacco moderato) - cemento ad alta resistenza chimica ai solfati (A.R.S.);
- per la classe di esposizione XA3 (attacco forte) - cemento ad altissima resistenza chimica ai solfati (AA.R.S.).

La resistenza caratteristica imposta dal vincolo della durabilità, che AA. VV. indicano con il simbolo Rckd per distinguerlo da quello usuale (Rck) riservato alla resistenza caratteristica prescelta dal progettista solo sulla base dei calcoli statici, deve soddisfare la seguente diseguaglianza:
- Rck ≥ Rckd

in questo modo l'Rck calcolata dal progettista sulla base dei soli calcoli statici soddisfa anche le condizioni di durabilità.
In caso contrario, anche se esuberante dal punto di vista statico, è necessario prescrivere una resistenza caratteristica pari a Rckd, al fine di soddisfare sia in requisiti statici che quelli di durabilità.
In letteratura, la classe di esposizione ambientale viene indicata con Dck, in analogia alla classe di resistenza che viene comunemente indicata con Rck.
Secondo il D.M. 14.01.2008 la durabilità o durevolezza è definita come conservazione delle caratteristiche fisiche e meccaniche dei materiali (quali il calcestruzzo) e delle strutture, proprietà essenziale affinché i livelli di sicurezza vengano mantenuti durante tutta la vita dell'opera.
- La durabilità di un materiale è la capacità di durare nel tempo resistendo alle azioni aggressive dell'ambiente in cui si trova. In linea di massima, per un calcestruzzo di buona qualità, in assenza di aggressioni, le proprietà del materiale dovrebbero migliorare, sia pure lentamente, a causa del continuo processo di reazione tra l'acqua e il cemento.
- La durabilità di una struttura in calcestruzzo, o in calcestruzzo armato normale o precompresso è la capacità di durare per l'intero periodo di vita atteso, garantendo il servizio per il quale la struttura stessa è stata progettata. In una definizione data dal comitato misto delle due associazioni internazionali FIP (Federation Internationale de la Precontrainte) e CEB (Comité Européen du Béton) la durabilità di una struttura viene espressa come attitudine di un'opera a sopportare attacchi di agenti aggressivi di diversa natura mantenendo inalterate le caratteristiche meccaniche e funzionali.

La durabilità del materiale è condizione necessaria ma non sufficiente per garantire la durabilità della struttura.

## Importanza del copriferro
Ai fini della durabilità è fondamentale anche la qualità e lo spessore del copriferro per garantire alle opere in c.a. e c.a.p. un'adeguata protezione in relazione alle condizioni aggressive dell'ambiente in cui è destinato ad essere costruita l'opera.
La UNI EN 1992-1-1, che rappresenta la versione italiana dell'Eurocodice 2, stabilisce per ogni classe strutturale S, il relativo copriferro minimo dovuto alle condizioni ambientali, indicato con cmin, dur (mm)
L'Eurocodice prevede 6 classi strutturali, la S4 è quella di riferimento e corrisponde ad una vita utile di progetto della struttura di 50 anni. Nel caso di calcestruzzi con armatura lenta o ordinaria i valori di cmin, dur in funzione delle più comuni classi di esposizione e classi strutturali sono le seguenti:
classe strutturale S3
- X0 - 10 mm
- XC1 - 10 mm
- XC2/XC3 - 20 mm
- XC4 - 25 mm
- XD1/XS1 - 30 mm
- XD2/XS2 - 35 mm
- XD3/XS3 - 40 mm

classe strutturale S4
- X0 - 10 mm
- XC1 - 15 mm
- XC2/XC3 - 25 mm
- XC4 - 30 mm
- XD1/XS1 - 35 mm
- XD2/XS2 - 40 mm
- XD3/XS3 - 45 mm

classe strutturale S5
- X0 - 15 mm
- XC1 - 20 mm
- XC2/XC3 - 30 mm
- XC4 - 35 mm
- XD1/XS1 - 40 mm
- XD2/XS2 - 45 mm
- XD3/XS3 - 50 mm

Nel caso di calcestruzzi con armatura precompressa i valori di cmin, dur in funzione delle più comuni classi di esposizione e classi strutturale sono le seguenti:
classe strutturale S3
- X0 - 10 mm
- XC1 - 20 mm
- XC2/XC3 - 30 mm
- XC4 - 35 mm
- XD1/XS1 - 40 mm
- XD2/XS2 - 45 mm
- XD3/XS3 - 50 mm

classe strutturale S4
- X0 - 10 mm
- XC1 - 25 mm
- XC2/XC3 - 35 mm
- XC4 - 40 mm
- XD1/XS1 - 45 mm
- XD2/XS2 - 50 mm
- XD3/XS3 - 55 mm

classe strutturale S5
- X0 - 15 mm
- XC1 - 30 mm
- XC2/XC3 - 40 mm
- XC4 - 45 mm
- XD1/XS1 - 50 mm
- XD2/XS2 - 55 mm
- XD3/XS3 - 60 mm

## Tenore dei cloruri
I cloruri possono penetrare nella massa cementizia dall'esterno (ambienti marini, sali disgelanti) ma possono anche essere introdotti attraverso le materie componenti il calcestruzzo. Ad esempio possono essere contenuti in alcuni additivi acceleranti o nell'acqua di impasto prelevata da pozzi ubicati in prossimità della zona costiera.
Tali cloruri possono essere introdotti in quantità dannose per il calcestruzzo, pertanto la norma UNI EN 206-1 obbliga ogni produttore di calcestruzzo a controllare il contenuto di cloruri in ciascuna componente esprimendolo come percentuale (a%) di ioni cloruro (Cl-) rispetto alla massa di cemento.
A seconda del valore ottenuto la norma UNI individua delle classi di contenuto di cloruri:
| Impiego cls                      | classe contenuto di Cl- | a%            |
| calcestruzzo non armato          | Cl1,0                   | 1,0%          |
| calcestruzzo armato ordinario    | Cl0,20 - Cl0,40         | 0,20% - 0,40% |
| calcestruzzo armato precompresso | Cl0,10-Cl0,20           | 0,10% -0,20%  |

## Prevenzione del degrado
La prevenzione della degrado delle strutture in c.a. si sviluppa nelle seguenti tre fasi:
- progettazione: analisi del contesto ambientale, scelta dei materiali, concezione e calcolo della struttura, disegno dei particolari costruttivi
- esecuzione: preparazione, messa in opera, controllo del copriferro, controlli di accettazione, compattazione e stagionatura del calcestruzzo
- manutenzione: interventi programmati nel corso della vita utile di servizio dell'opera